# Schiller (zenei projekt)
A Schiller német elektronikus zenei projekt, amely 1998-ban, Németországban alakult. Nevét Friedrich Schiller német költő, drámaíró után kapta. A projekt eredetileg duóként indult, tagjai Christopher von Deylen és Mirko von Schlieffen voltak. 2001 és 2002 között von Schlieffen kilépett a duóból, így von Deylen egymaga folytatta a projektet.
A Schiller 2002-ben ECHO-díjat nyert, az év legjobb dance kislemezéért, amely a "Dream of You" volt. A Schiller világszerte több mint 7 millió albumot adott el.
Christopher von Deylen csupán a zenét készíti, a vokált nem ő adja, hanem más énekeseket kér fel. Olyan előadók működtek közre a dalokban, mint Jette von Roth, Kêta Jo McCue, Cristina Scabbia (Lacuna Coil), Sheppard Solomon, Samu Haber (Sunrise Avenue), Sarah Brightman, Moya Brennan (Clannad), Adam Young (Owl City), Andrea Corr (The Corrs), Colbie Caillat, Sarah Howells (Paper Aeroplanes), Ben Becker, Peter Heppner (Wolfsheim), MiLù (mila Mar), Xavier Naidoo, Arlissa, Maya Saban, Kim Sanders (Culture Beat), Ana Torroja (Mecano), Tarja Turunen (Nightwish), Despina Vandi, Alexander Veljanov (Deine Lakaien), September, vagy éppen Pierre Maubouché.
Az énekesek mellett ismert zenészek is közreműködtek a Schiller munkáiban, többek között Anggun, Lang Lang, Klaus Schulze, Mike Oldfield, Helen Boulding, Kate Havnevik, Damae (Fragma), Jaël (Lunik), Stephenie Coker vagy a német színésznő, Anna Maria Mühe.
A Schiller dalai Észak-Amerikában általában több, mint egy év után jelentek meg, 2008-ig általában angol szöveggel helyettesítve a németet. A Music Force Europe nevű görög televíziós csatorna hetente saját műsorral tiszteleg a Schiller előtt, melynek címe "Schill-Out", a Maserati sportautógyár pedig 3 modelljének (GranTurismo, GranTurismo S és Quattroporte) reklámfilmjében is a Schiller dalait használta fel, sorrendben a "Drifting and Dreaming" (Jette von Roth-tal), a "Sommernacht" és a "Let Me Love You" (Kim Sandersszel).

## Karrier

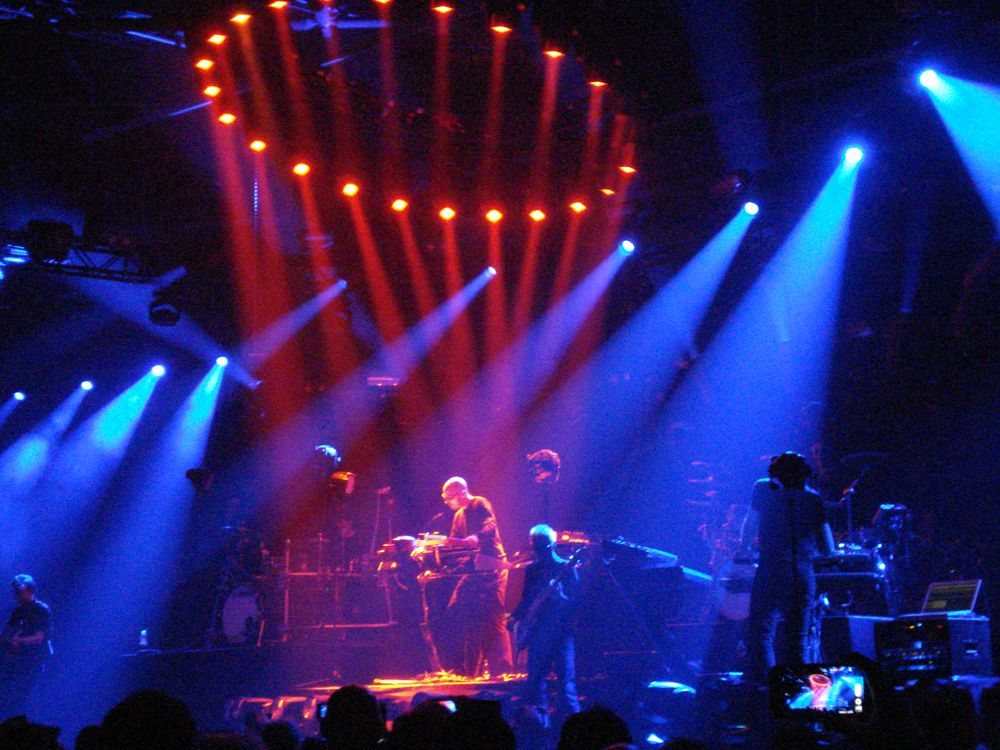
Schiller élő koncert, Németország, 2012

## Diszkográfia
(zárójelben az angol címek)

### Stúdióalbumok

#### Németországi megjelenések
- 1999 - Zeitgeist (Spirit of the Age)
- 2001 - Weltreise (The World Trip)
- 2003 - Leben (Life)
- 2005 - Tag und Nacht (Day and Night)
- 2008 - Sehnsucht (Desire)
- 2010 - Atemlos (Breathless) (2xCD) (GER: #4)
- 2012 - Sonne (Sun)
- 2013 - Opus
- 2016 - Future

#### Amerikai megjelenések
- 2001 - Zeitgeist
- 2002 - Voyage
- 2004 - Life
- 2005 - Prologue
- 2007 - Day and Night
- 2011 - Breathless (a Desire-ral együtt)
- 2013 - Sun

### EP-k
- 2010 - Lichtblick EP (Ray of Hope)

### Élő albumok
- 2004 - Live Erleben (Live Experience)
- 2006 - Tagtraum (Daydream)
- 2008 - Sehnsucht Live
- 2010 - Atemlos Live
- 2014 - Symphonia

### Kislemezek

#### Németországi megjelenések
- 1998 - Das Glockenspiel (The Glockenspiel)
- 1999 - Liebesschmerz (Lover's Pain)
- 1999 - Ruhe (Calm)
- 2000 - Ein Schöner Tag (A Beautiful Day) (közr. Isgaard)
- 2001 - Dream of You (közr. Peter Heppner)
- 2001 - Dancing With Loneliness (közr. Kim Sanders)
- 2003 - Liebe (Love) (közr. Mila Mar)
- 2004 - Leben... I Feel You (közr. Peter Heppner)
- 2004 - I've Seen It All (közr. Maya Saban) (promóciós kislemez)
- 2004 - The Smile (közr. Sarah Brightman) (promóciós kislemez)
- 2005 - Die Nacht... Du Bist Nicht Allein (The Night... You Are Not Alone) (közr. Thomas D.)
- 2006 - Der Tag... Du Bist Erwacht (The Day... You Are Awake) (közr. Jette von Roth)
- 2008 - Sehnsucht (Desire) (közr. Xavier Naidoo) (promóciós kislemez)
- 2008 - Let Me Love You (közr. Kim Sanders)
- 2008 - Time For Dreams (közr. Lang Lang)
- 2008 - You (közr. Colbie Caillat)
- 2010 - Try (közr. Nadia Ali)
- 2010 - I Will Follow You (közr. Hen Ree) (megjelenés: június 11.)
- 2010 - Always You / Innocent Lies (közr. Anggun) (megjelenés: november 12.)
- 2012 - Sonne (Sun) (közr. Unheilig) (megjelenés: szeptember 21.)
- 2013 - Lichtermeer (Sleepless) (megjelenés: március 8.)
- 2013 - Swan Lake (megjelenés: augusztus 30.)
- 2016 - Paradise (közr. Arlissa) (megjelenés: február 12.)

#### Amerikai megjelenések
- 2000 - Das Glockenspiel / The Bell
- 2002 - Dream of You (közr. Peter Heppner)
- 2005 - I Feel You (közr. Peter Heppner & Kristian Djunited Hansson)
- 2007 - Tired of Being Alone (közr. Tarja Turunen)
- 2008 - Porque Te Vas (közr. Ana Torroja)
- 2008 - Forever (közr. Kim Sanders)
- 2008 - Breathe (közr. September)
- 2008 - You (közr. Colbie Caillat)
- 2011 - I feel You (közr. Kristian Djunited Hansson és Nadia Ali)

#### Egyesült Királyság-beli megjelenések
- 2000 - Das Glockenspiel #79
- 2001 - Ruhe #126
- 2001 - Das Glockenspiel (DJ Tiesto remix) #17

### Videókiadványok

#### Német megjelenések
- 2001 - Weltreise – Die DVD
- 2004 - Leben – Die DVD
- 2004 - Live Erleben (élő DVD)
- 2006 - Tagtraum (dupla DVD + audio CD)
- 2008 - Sehnsucht Live (dupla DVD)
- 2010 - Lichtblick (dupla DVD)
- 2013 - Sonne Live (dupla DVD)
- 2014 - Symphonia

#### Amerikai megjelenések
- 2002 - Voyage – The DVD
- 2004 - Life
- 2007 - Day and Night Live

### Jótékonysági kiadványok
- 2005 - A Future for the Michel – Moya Brennan & Schiller

### Mixek és Remixek
- 1999 - Sunbeam - Outside World [Schiller Remix]
- 1999 - Supanova - Don’t Break My Heart [Schiller Vocal Remix] & [Schiller Instrumental Remix]
- 1999 - Trance Allstars - The First Rebirth [Schiller Club Mix] & [Schiller Edit]
- 2000 - Trance Allstars - Ready To Flow [Schiller Club Mix] & [Schiller Edit]
- 2000 - Tyrell Corp - Running 2.0 [Schiller Remix]
- 2000 - U 96 - Das Boot 2001 [Schiller Remix]
- 2002 - Apoptygma Berzerk - Until The End of the World [Schiller Remix]
- 2002 - ATB - Let U Go [Schiller Remix]
- 2002 - Gregorian feat. Sarah Brightman - Join Me [Schill Out Version by Schiller]
- 2002 - Sinéad O’Connor - Troy [Schiller Airplay Edit], [Schill Out Remix], & [Schiller Club Mix]
- 2002 - Trance Allstars - Lost In Love [Schiller Mix] & [Schiller Radio Mix]
- 2003 - Mesh - Friends Like These [Schiller Remix]
- 2003 - Moya Brennan - Show Me [Schiller Edit] & [Schiller X/Tended Remix]
- 2003 - Mila Mar - Sense Of Being [Chill Out Remix by Schiller]
- 2004 - Rammstein - Ohne Dich [Schiller Remix]
- 2005 - Marianne Rosenberg - Er gehört zu mir [Schiller Remix]
- 2008 - Bernstein - Paradies (Schiller Remix)
- 2008 - Klaus Schulze und Lisa Gerrard - Liquid Coincidence 2 [Schiller Remix]
- 2009 - Polarkreis 18 - Allein Allein [Schiller Remix]
- 2011 - Andrea Corr - Pale Blue Eyes [Schiller Remix]
- 2014 - Udo Jürgens - Ich weiß, was ich will (Schiller Remix)

## Fordítás
- Ez a szócikk részben vagy egészben  a   Schiller (band) című angol Wikipédia-szócikk ezen változatának fordításán alapul.  Az eredeti cikk szerkesztőit annak laptörténete sorolja fel. Ez a jelzés csupán a megfogalmazás eredetét és a szerzői jogokat jelzi, nem szolgál a cikkben szereplő információk forrásmegjelöléseként.